# Crisanto Valenzuela
Crisanto Valenzuela y Conde (Gámbita, 1776-Santafé de Bogotá, 6 de julio de 1816) fue un político neogranadino.
Valenzuela fue Presidente de las Provincias Unidas de la Nueva Granada, como miembro del Triunvirato de las Provincias Unidas, entre el 25 de julio y el 17 de agosto de 1815, junto con Manuel Rodríguez Torices. Es uno de los mártires de la Independencia colombiana, pues fue fusilado por las fuerzas realistas por su participación en el proceso revolucionario contra España.

## Biografía
Crisanto nació en el municipio de Gámbita,  Santander), en el Virreinato de Nueva Granada (1776), en el seno de un hogar acomodado de la región.
Estudió en el Real Colegio Mayor de San Bartolomé, en la capital del virreinato, graduándose en 1795. Se dedicó a la enseñanza de la filosofía en ese centro de estudios posteriormente. Luego se licenció como abogado de la Universidad Santo Tomás, obteniendo el permiso de ejercicio por parte de la Real Audiencia el 24 de enero de 1803.
Valenzuela era un destacado abogado y ocupó varios cargos públicos. En palabras de su verdugo, Pablo Morilloː

"Era Agente Fiscal de una Sala de Justicia que se estableció en esta capital; Secretario del Primer Congreso; Secretario del Senado; individuo del Colegio Electoral; Secretario de la Diputación del Segundo Congreso; Secretario de Estado y de Relaciones Exteriores del Gobierno General, y bajo este carácter, suplente de algunos individuos del Gobierno General; Consejero, y autor de infinitos papeles subversivos."
Pablo Morillo, 1816.

Valenzuela fue arrestado por las autoridades españolas y fusilado en Santafé de Bogotá el 6 de julio de 1816, por órdenes del "Pacificador" Pablo Morillo. Muerto Valenzuela su familia huyó a Sopó, cerca a la capital del país, y allí sobrevivieron a las guerras de independencia.

## Familia
Crisanto era un criollo acomodado, hijo y nieto de abogados y pariente de abogados. Era hijo de Nicolás Antonio de Valenzuela y Martín Nieto de Paz, y de Margarita Josefa Conde y Santos. Eran sus hermanos José Ignacio, Pedro Alcántara, María Josefa y María Antonia Valenzuela y Conde.
Valenzuela se casó con Mariana Ortega y Sanz de Santamaría en Santafé, el 24 de febrero de 1805-, Crisanto tuvo a sus 3 sus hijosː Justiniano, Ramón y Pía Valenzuela y Ortega. Pía, a su vez, estaba casada con José Vicente Ortega, su primo, ya que era sobrino de su madre Mariana. Ortega era un influyente abogado y era miembro de la Junta de Bogotá.

### Parentela y descendencia
Era primo del abogado Miguel Valenzuela Mantilla y uno de sus sobrinos, Teodoro Valenzuela Sarmiento -hijo de su hermano José Ignacio- era el tatarabuelo de los influyentes Ernesto y Daniel Samper Pizano. Además Tedoro estaba casado con Felisa Pombo Rebolledo, hermana del poeta Rafael y del curador de arte Fidel Pombo; y yerno del diplomático y militar Lino de Pombo O'Donnell, pariente de Julio y Sergio Arboleda Pombo O'Donnell.

## Legado
En su honor el Concejo Municipal de Gámbita creó la Medalla al mérito Crisanto Valenzuela y Conde, el 25 de mayo de 2010 "destinada a exaltar el mérito político, profesional, empresarial, económico, y social, de gambiteros y demás personas que se vinculen al crecimiento y progreso del Municipio de Gámbita."
Adicionalmente, Valenzuela es considerado uno de los personajes más importantes del municipio de Gámbita, junto al escritor y compositor Luis A. Calvo.